# بيتار ملادينوف
بيتار ملادينوف (بالبلغارية: Петър Младенов) (و. 1936 – 2000 م) هو سياسي من بلغاريا ولد في محافظة ويدين.

## التعليم
تعلم في جامعة صوفيا، ومعهد موسكو الحكومي للعلاقات الدولية.

## روابط خارجية
- بيتار ملادينوف على موقع مونزينجر (الألمانية)
- بيتار ملادينوف على موقع ديسكوغز (الإنجليزية)